# Aïn El Turc
Aïn El Turc (în arabă عيْن تُرْكْ) este o comună din provincia Bouira, Algeria.
Populația comunei este de 7.849 de locuitori (2008).